# Bettina Degner
Bettina Degner (auch Alavi; * 23. März 1958 in Speyer) ist eine deutsche Geschichtsdidaktikerin und Hochschullehrerin an der PH Heidelberg.

## Leben
Nach dem Abitur 1977 studierte sie Geschichte und Deutsch an der Freien Universität Berlin, absolvierte von 1988 das 1990 Referendariat in Berlin und unterrichtete an einer Schule. Von 1992 bis 1997 war sie Wissenschaftliche Mitarbeiterin in Geschichtsdidaktik an der Technischen Universität Berlin, wo sie 1998 zum interkulturellen Geschichtsunterricht promovierte. Seit September 2001 war sie Studienrätin a.e.H. an der Pädagogischen Hochschule Heidelberg, seit 2006 dort Professorin für Geschichte und ihre Didaktik. Sie ist seit April 2018 Ansprechperson für Antidiskriminierung  und seit 2019 Leiterin der Arbeitsstelle für Antiziganismusprävention.
Ihre Schwerpunkte liegen auf den Folgen des multikulturellen Wandels für den Geschichtsunterricht und auf der inklusiven Pädagogik.

## Schriften
- mit Ulrike Göttert: Verstehen sichern. Inklusiver Geschichtsunterricht mit Hörgeschädigten. Frankfurt/M.: Wochenschau 2020.
- B. Alavi, Eva-Kristina Franz: Inklusionsmaterial Geschichte. Klasse 5–10. Berlin: Cornelsen 2017.
- B. Alavi, Carolin Stetter: Leben in der DDR. P&U 4-2009 online. Abgerufen am 15. März 2021.
- B. Alavi: Geschichtsunterricht in der multiethnischen Gesellschaft. Eine fachdidaktische Studie zur Modifikation des Geschichtsunterrichts aufgrund migrationsbedingter Veränderungen. Frankfurt/M.: Verlag für interkulturelle Kommunikation 1998.

Herausgabe
- Sebastian Barsch, Bettina Degner, Christoph Kühberger, Martin Lücke (Hrsg.): Handbuch Diversität im Geschichtsunterricht. Inklusive Geschichtsdidaktik. Frankfurt/M.: Wochenschau 2020
- B. Alavi, Lücke Martin (Hrsg.): Geschichtsunterricht ohne Verlierer!? Inklusion als Herausforderung der Geschichtsdidaktik. Schwalbach/Ts.: Wochenschau 2016.
- Susanne Popp, Michael Sauer, Bettina Alavi, Marko Demantowsky, Alfons Kenkmann (Hrsg.): Zur Professionalisierung von Geschichtslehrerinnen und Geschichtslehrern. Nationale und internationale Perspektiven (= Beihefte zur Zeitschrift für Geschichtsdidaktik. Bd. 5). Göttingen: V & R unipress 2013.
- B. Alavi, Susanne Popp (Hrsg.): Menschenrechtsbildung, Holocaust Education, Demokratieerziehung (= Zeitschrift für Geschichtsdidaktik 11). 2012.